# Glasovi orgulja u ravnici
Glasovi orgulja u ravnici je album uživo orguljske glazbe. Objavljen je koncem prosinca 2013. godine. Album je snimljen u produkciji Zavoda za kulturu vojvođanskih Hrvata. Snimljen je 2. srpnja 2013. godine u katedrali Uznesenja Blažene Djevice Marije u Beogradu na koncertu Saše Grunčića. Koncert je snimio Viktor Kesler iz subotičkog Studija Kesler. Koncert je bio projekta „Glasovi orgulja u ravnici“ u kojem je Grunčić održao seriju koncerata orguljske glazbe u Srbiji (Subotica, Sombor, Zemun, Novi Sad, Kovačica, Zrenjanin, Vršac, Beograd) i Hrvatskoj (Split, Đakovo). 
Album sadrži skladbe hrvatskih skladatelja iz Vojvodine. Na ovom albumu nalaze se skladbe za orgulje koje su skladali Albe Vidaković i Stanislav Preprek. Izbor Vidakovićevih i Preprekovih skladbi napravili su prof. Đuro Rajković i i prof. Saša Grunčić. Izabrana Vidakovićeva djela koja su snimljena na koncerttu su: Preludij i fuga u C-duru, Fantazija i fuga u f-molu. Preprekova djela koja su snimljena na koncertu su 11 preludija na koralne teme i Improvisata te Suita za orgulje sa sljedećim stavcima: Preludium quasi fantasia, Canzona, Choral, Pastorale i Toccata. 